# 二式複座戰鬥機
二式複座戰鬥機「Ki-45屠龍」是川崎航空機研發的雙發動機重型戰鬥機，能作長程護航，對艦攻擊，對地轟炸，截擊轟炸機和夜間戰鬥機等多種用途，乘員兩名，分別是前方飛行員和後方機槍手，機槍手還要負責裝填炮彈和為斜射機槍瞄準開火，日軍稱它為「屠龍」，「二式複戰」，盟軍稱為Nick。

## 主要型號
基本型
1938年1月開始研製的屠龍基本型，由井町勇為設計師，主翼翼形採用橢圓形，發動機為兩具中島飛行機製Ha-20乙氣冷式發動機(820匹馬力)，但此發動機問題多，故後來改為中島Ha-25氣冷式發動機(即是海軍榮12型發動機，950匹馬力)，機頭裝備兩挺7.7毫米口徑八九式機槍，後方還有一挺八九式機槍
Ki45改
使用Ha25型引擎的原型機。1940年8月開始改由土井武夫擔任設計師，因考慮到燃料量增加而令總重增加，故翼面積增加了3平方米而達到32平方米，同時翼型改橢圓形為直線形，發動機改用三菱重工製Ha-102(1080匹馬力)，由於土井武夫也是Ki-48九九式雙發輕轟炸機的設計師，故在屠龍改的機尾，駕駛艙風擋和起落架收放裝置等都採用了Ki-48的設計，至於機身也等同是去掉炸彈艙的Ki-48機身。
甲型 （Ki45改甲）
第一種量產型。武裝為機身下方一挺20毫米九七式反坦克步槍，機頭12.7毫米Ho-103重機槍兩挺，後方一挺7.92毫米九八式機槍（德國MG 15機槍的仿製品）。
乙型 （Ki45改乙）
為了對抗難以擊落的美國B-17轟炸機，將甲型機身下方改裝95式輕戰車使用的94式37公厘戰車炮。其破壞力大，但砲管短，彈道直進性不良，難以命中。且由於原本是戰車炮，每次射擊後，後座的射擊手都必須重新裝彈，據說每30秒只能發射一發左右。

丙型 （Ki45改丙）
機身下方的94式37公厘戰車炮改為一門Ho-3 20公厘砲，機頭的武器裝備改為Ho-203 37公厘機砲，射擊初速為570 m /s，射速120發/分鐘。本型成為適合攻擊大型飛機的高攻擊力截擊機，也被用來作為對地和反艦的攻擊機。
丁裝備
1943年5月在拉包爾，海軍的二式陸上偵察機（後來被稱為「月光」）裝上了斜向上方射擊的的99式20毫米機槍，在夜間成功擊落了重型轟炸機。於是後來在丙型的駕駛座與射擊手座位之間，也安裝了兩挺Ho-5（二式20毫米固定機砲，原名Ho-103）以斜向上方射擊，並拆除了機體下方的Ho-3機砲。這種改裝稱為丁裝備。
丁型 （Ki45改丁）
丁裝備效果良好，由此正式生產丁型（屠龍夜間戰鬥機型），取消了後座的旋轉機槍，還在生產線上的丙型機也裝上了斜射機槍，既有的丙型與甲型機也仿照丁裝備方式改裝。
戊型 （Ki45改戊）
配備 TaKi-2雷達的原型機。機身裝有一門Ho-301 40公厘機砲。

## 基本資料(屠龍改乙)
- 乘員: 兩名
- 機長: 11米
- 翼展: 15.02米
- 機高: 3.70米
- 翼面積: 32平方米
- 空重: 4,000公斤
- 載重: 5,500公斤
- 發動機: 兩具三菱Ha-102氣冷式發動機(各1,050匹馬力)
- 最高時速: 540公里/小時
- 航程: 2,000公里
- 昇限: 10,000米
- 爬昇率: 11.7米/秒
- 翼載: 171.9公斤/平方米
- 武裝:機身右側一門37毫米炮、機頭兩挺12.7毫米Ho-103重機槍、後方一挺7.92毫米九八式機槍

## 實戰

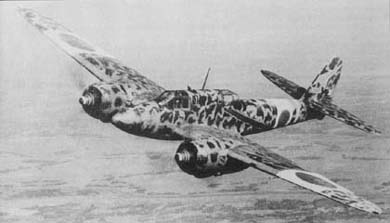
屠龍重型戰鬥機

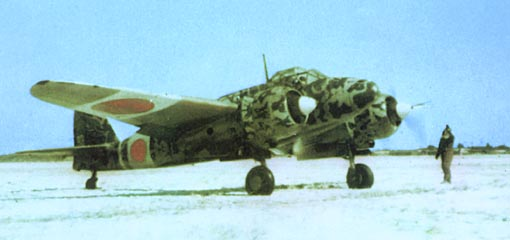
二式複戦甲型（キ45改甲）

二式複座戰鬥機最初被用作護航轟炸機的長程戰鬥機。中國戰場方面，屠龍改乙和改丙曾部署在東北和華中，1941年，香港淪陷後，屠龍也進駐啟德機場，負責截擊盟軍飛機。1942年6月，獨立飛行第84中隊的二式複座戰鬥機中國大陸廣東地區護航轟炸機群攻擊桂林，與飛虎隊的P-40B對戰遭逢慘敗。同年9月在河內遭遇P-40E，又被擊敗。這顯示二式複座戰鬥機無法對抗單發戰鬥機。
二式複座戰鬥機部署到各戰區的部隊，用於多種任務，包括攻擊、截擊和護航，但在使用部隊中風評不佳。帳面上最大速度僅有540公里/小時，而且在實戰中還無法達到此速度，且機動性明顯不如單發單座的一式戰鬥機「隼」和二式戰鬥機「鍾馗」。雖然在攔截大型飛機方面有一定效果，但卻經常被護航的戰鬥機擊落。在裝備二式複座戰鬥機的部隊中，有些設備消耗而改用一式或二式戰鬥機。但另一方面，二式複座戰鬥機取代了99式輕型轟炸機，在輕型轟炸機中隊執行對地和反艦攻擊任務，評價甚佳。一些使用裝有一門Ho-203 37毫米機關炮的丙型（Ki-45改丙）的部隊，進行對地和反艦任務，也將本型機稱為二式雙發攻擊機（日文：二式双発襲撃機）。
在中國戰場，1944年秋美軍B-29轟炸機由成都起飛去轟炸東北鞍山，日軍第28戰鬥飛行隊和第16獨立航空隊曾多次起飛截擊。1945年8月，蘇聯紅軍進攻東北時，屠龍改丙曾用其37毫米炮進行過反坦克任務。

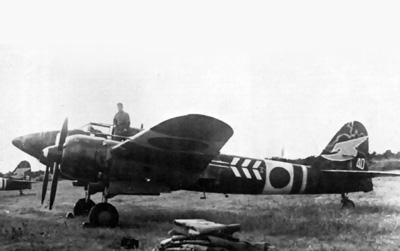
在日本本土的屠龍大多作為夜間戰鬥機

太平洋戰場方面，1942年10月屠龍式開始部屬在中緬印戰區，之後日軍又把屠龍用於荷屬印尼和新幾內亞，初時盟軍還以為屠龍是德國Bf 110戰鬥機，日軍屠龍主要對手是美軍B-24轟炸機和P-38閃電式戰鬥機，後來美軍B-29轟炸機轟炸日本本土，屠龍又作為夜間戰鬥機，在夜戰的表現要比日間戰鬥佳，另一方面，屠龍在反艦方面也有較好表現，尤其攻擊盟軍魚雷艇，其37毫米炮能對其造成致命重擊。

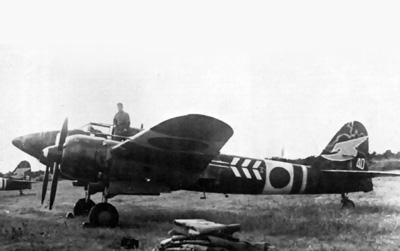
飛行第53戦隊震天隊の二式複戦丁型（キ45改丁）

二式複座戰鬥機最活躍的任務是在日本本土空襲中截擊B-29轟炸機。
二式複座戰鬥機被部署到日本本土的防空部隊，在1942 年 4 月的杜立特空襲並未與其交戰。1944年6月B-29對日本本土進行空襲（八幡空襲）時，裝備二式複座戰鬥機的飛行第4、第5、第53戰隊曾取得戰果。特別是駐紮在山口縣下關市小月機場的第12航空師團第4戰隊，負責防守日本鋼鐵製造業重鎮北九州的八幡製鐵所，由西部軍管區司令部直接傳達來襲美機的訊息，積極使用裝備齊整的無線電話，在地面的戰隊指揮官以無線電話指揮空中部隊，並與地面部隊（高射炮、探照燈）緊密合作，又有訓練有素的飛行員，被稱為日本本土防禦B-29 的最精銳部隊。這些準備在實戰中得到了充分發揮，從 1944 年 6 月 15 日 B-29 第一次轟炸日本本土開始，持續出戰直到戰爭結束；該單位出現了許多王牌飛行員，包括擊落最多B-29的飛行員樫出勇大尉（據報擊落26架B-29）。還有一架屠龍攔截飛過關東地區的B-29時直接撞擊B-29而將其擊落，據信屬於屠龍的引擎與和殘骸在千葉縣的一片田地中被發現，後來展示於茨城縣的戰爭博物館。
不過B-29的性能卓越，二式複座戰鬥機的速度、爬升能力、高空性能均不足以應付，難以發動有效攻擊。為此組成了專門實施自殺式攻擊的空對空特攻隊（震天隊、回天隊）。一般的截擊任務中二式複座戰鬥機也經常直接撞擊B-29。1945年，當美軍改變戰術，開始實施夜間無差別轟炸時，二式複座戰鬥機使用機首的大口徑機砲（37毫米機砲）和斜射機砲（20毫米機砲），但沒有雷達，只能依靠地面導引和目視觀察，無法像德國空軍的夜間戰鬥機那樣準確判斷目標的位置和航向，經常撲空或是誤判戰果。雖然已有試行裝備雷達的原型機，但仍無法用於實戰。雖然二式複座戰鬥機被用於日間與夜間的截擊B-29任務，但如美國海軍和海軍陸戰隊的艦載機也參與攻擊時便難以應付，不得不撤離。1945 年 4 月硫磺島被美軍攻佔後，美國陸軍航空隊的 P-51D 開始護航 B-29，二式複座戰鬥機便無法在白天獨力截擊B-29。
美軍對擄獲的二式複座戰鬥機的試驗報告指出，其最大速度、高速機動性、工程技術和裝備都不如美國軍機。尤其起降時的地面機動性「極差」，其他缺點包括狹窄的駕駛艙及其所導致的視界不佳、振動過大。另一方面，起飛時滑行距離短、爬升速度以及正常速度下的機動性和操縱性，則獲得了「良好」和「優秀」的高度評價。

## 使用者
日本
- 日本帝國陸軍航空隊

 中华人民共和国
- 中國人民解放軍在東北找到3架屠龍改丁，1949年3月編入戰鬥飛行大隊第1中隊

## 外部連結
- 屠龍式戰鬥機開發史（页面存档备份，存于）
- 非典型日式戰鬥機--Ki-45屠龍（页面存档备份，存于）

1. ↑  特別攻撃隊が正式に編成される2ヶ月前の八幡空襲の際、迎撃にあたった第4戦隊野辺重夫軍曹機（同乗者：高木伝蔵兵長）による体当り2機同時撃墜の戦果が有名。ロバート・S・クリンクスケール中佐機「ガートルードC」とオニール・J・スタッファー大尉機「カラミティ・スー」の2機を撃墜。「カラミティ・スー」は「ガートルードC」の破片命中による巻き添えの形での撃墜。野辺の戦友の証言によるとこれは最初から破片直撃による後続機撃墜を狙って特攻した結果であるという。「ガートルードC」は乗員全員戦死、「カラミティ・スー」はスタッファー大尉以下7人が戦死、副操縦者ジミー・ワイン中尉が降下後戦死、航法士ニューマン少尉、機関士ショット少尉、無線通信士ダンスビー技術軍曹の3人が捕虜となった。